# Tupelo (Mississippi)
Tupelo é uma cidade do estado americano do Mississippi, sede do Condado de Lee.

## Demografia
Segundo o censo americano de 2000, a sua população era de 34211 habitantes.
Em 2006, foi estimada uma população de 36223, um acréscimo de 2012 (+5.9%).

## Geografia
De acordo com o United States Census Bureau tem uma área de
51,4 km², dos quais 50,6 km² cobertos por terra e 0,8 km² cobertos por água. Tupelo localiza-se a aproximadamente 65 m acima do nível do mar.

## Nativos famosos
Foi em "East Tupelo", que seria mais tarde agregada a Tupelo, que Elvis Presley nasceu em 8 de janeiro de 1935. Na cidade existe um museu em homenagem a Elvis, além de uma estátua retratando o rei do rock com 13 anos. A casa onde Elvis viveu até 1948 foi restaurada e nos dias atuais é local de peregrinação na cidade.

## Ligações externas

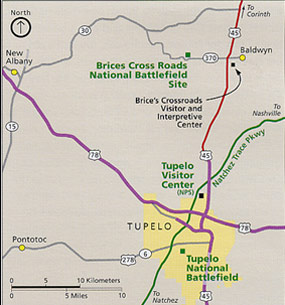
Mapa da região de Tupelo, sede do condado de Lee, Mississippi